# Tridentinska kyrkomötet

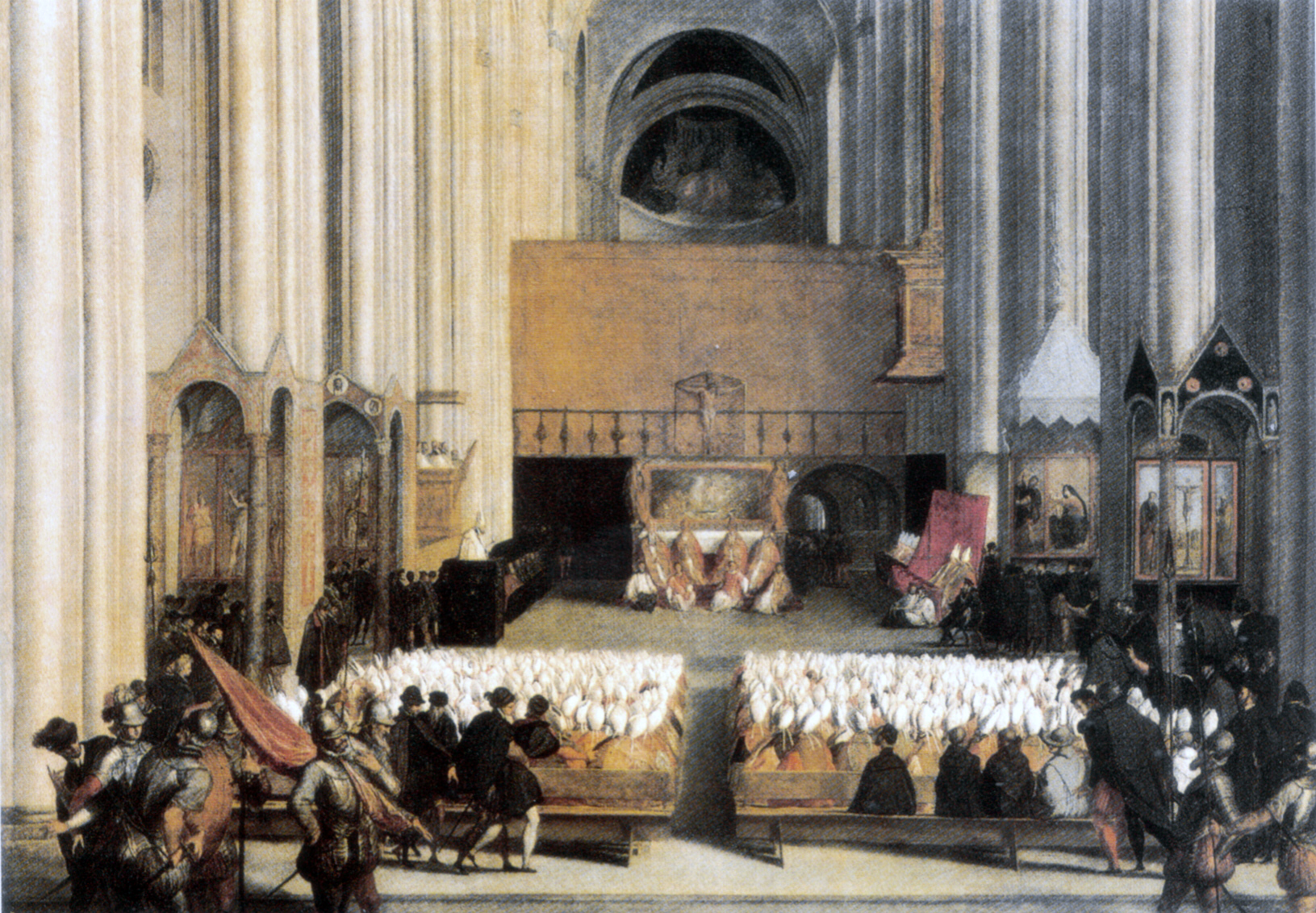
En av tridentinska mötets sessioner. Målningen troligen av Tizian.

Tridentinska kyrkomötet (även Tridentinum) var det nittonde av den romersk-katolska kyrkans allmänna (ekumeniska) kyrkomöten. Det hölls i Trento (Trient) i norra Italien 1545–1563.
Efter konciliet i Konstanz (1414–1418) fanns förhoppningar om ett ”fritt kristet koncilium” som skulle genomföra den kyrkoreform som syntes behövas. 1500-talets reformatorer anslöt sig till dessa förhoppningar och menade, att ett sådant skulle kunna ena de olika parterna. När ett koncilium till slut sammanträdde i Trient, hade splittringen dock gått för långt. De inbjudna protestanterna infann sig inte (f.ö.  hade också de svenska biskoparna inbjudits), varför mötet dominerades av dem som förblivit påven trogna under protestantismens första våg. Mötet beslutade dock om genomgripande reformer som kom att prägla de följande århundradena (tridentinska reformen).
Trientkonciliet fastställde en rad centrala romersk-katolska läror om framförallt rättfärdiggörelsen, mässan och eukaristin. Konciliefäderna beordrade jämväl en kodifiering av de olika latinska riterna, däribland den romerska riten.
Gregorianska kalendern var ett uppdrag konciliet bemyndigande påvens myndighet och dom, att helg, särskilt påsken firas på rätt dagar i förhållande till månen och solen, som en del av Pius V uppdrag att klargöra kyrkoårets helger.
Samtliga beslut underställdes 1570 påve Pius V för stadfästelse. De lades till grund för den tridentiska trosbekännelsen, Professio fidei Tridentinae, utgiven 1564, "förkortad" i Carechismus romanus 1566. Mötet föranledde även utgivning av breviariet 1568 och mässordningen 1570 (Missale romanum), vilken med få undantag har använts alltid och överallt i hela kyrkan ända till Andra vatikankonciliet på 1960-talet.